# Campionat d'Europa de futsal UEFS masculí 2006
El VII Campionat d'Europa UEFS de Futbol sala masculí es va disputar a Arbúcies, Sant Hilari Sacalm i Santa Coloma de Farners, a la comarca de La Selva (Catalunya), del 28 de novembre al 3 de desembre de 2006 amb la participació de deu seleccions nacionals.

## Participants
| Grup 1 | Grup 1     |
| ------ | ---------- |
|        | Noruega    |
|        | País Basc  |
|        | Rep. Txeca |
|        | Israel     |

| Grup 2 | Grup 2    |
| ------ | --------- |
|        | Bèlgica   |
|        | Rússia    |
|        | Austràlia |

| Grup 3 | Grup 3      |
| ------ | ----------- |
|        | Catalunya   |
|        | Itàlia      |
|        | Sta. Helena |

## Fase Regular
Llegenda
En les taules següents:
| Pts = Punts totals PJ = Partits jugats PG = Partits guanyats PE = Partits empatats PP = Partits perduts |  | GF = Gols a favor GC = Gols en contra DG = Diferència de gols (GF-GC) Ressaltat en verd = Equip classificat per a quarts de final. |  |  |

### Grup 1
| Equip           | Pts | PJ | PG | PE | PP | GF | GC | DG  |
| --------------- | --- | -- | -- | -- | -- | -- | -- | --- |
| República Txeca | 9   | 3  | 3  | 0  | 0  | 15 | 2  | +13 |
| Noruega         | 6   | 3  | 2  | 0  | 1  | 12 | 12 | =   |
| País Basc       | 3   | 3  | 1  | 0  | 2  | 10 | 15 | -5  |
| Israel          | 0   | 3  | 0  | 0  | 3  | 2  | 10 | -8  |

| 28 de novembre de 2006 16:00            |     |           |                                              |
| República Txeca                         | 7-0 | País Basc | Pavelló Municipal de Santa Coloma de Farners |
| Macek (2) Šmeral(2) Neumann (2) Rajnoch |     |           | Pavelló Municipal de Santa Coloma de Farners |

| 28 de novembre de 2006 20:00             |     |        |                                              |
| Noruega                                  | 3-1 | Israel | Pavelló Municipal de Santa Coloma de Farners |
| Dje Dje 19' Folgerø 27' Nikodemussen 30' |     |        | Pavelló Municipal de Santa Coloma de Farners |

| 29 de novembre de 2006 16:00 |     |        |                                              |
| República Txeca              | 3-0 | Israel | Pavelló Municipal de Santa Coloma de Farners |
| Šnídl (2) Rajnoch            |     |        | Pavelló Municipal de Santa Coloma de Farners |

| 29 de novembre de 2006 20:00 |     |           |                                              |
| Noruega                      | 7-6 | País Basc | Pavelló Municipal de Santa Coloma de Farners |
|                              |     |           | Pavelló Municipal de Santa Coloma de Farners |

| 30 de novembre de 2006 16:00 |     |        |                                              |
| País Basc                    | 4-1 | Israel | Pavelló Municipal de Santa Coloma de Farners |
|                              |     |        | Pavelló Municipal de Santa Coloma de Farners |

| 30 de novembre de 2006 20:00   |     |                       |                                              |
| República Txeca                | 5-2 | Noruega               | Pavelló Municipal de Santa Coloma de Farners |
| Miczka (2) Dorozlo (2) Rajnoch |     | Folgerø 34' Lopes 38' | Pavelló Municipal de Santa Coloma de Farners |

### Grup 2
| Equip     | Pts | PJ | PG | PE | PP | GF | GC | DG  |
| --------- | --- | -- | -- | -- | -- | -- | -- | --- |
| Rússia    | 6   | 2  | 2  | 0  | 0  | 25 | 2  | +23 |
| Bèlgica   | 3   | 2  | 1  | 0  | 1  | 12 | 8  | +4  |
| Austràlia | 0   | 2  | 0  | 0  | 2  | 1  | 28 | -27 |

| 28 de novembre de 2006 21:00 |      |           |                              |
| Rússia                       | 18-0 | Austràlia | Pavelló Municipal d'Arbúcies |
|                              |      |           | Pavelló Municipal d'Arbúcies |

| 29 de novembre de 2006 20:30 |      |                |                              |
| Bèlgica                      | 10-1 | Austràlia      | Pavelló Municipal d'Arbúcies |
|                              |      | A Rodrigues 5' | Pavelló Municipal d'Arbúcies |

| 30 de novembre de 2006 20:30 |     |         |                              |
| Rússia                       | 7-2 | Bèlgica | Pavelló Municipal d'Arbúcies |
|                              |     |         | Pavelló Municipal d'Arbúcies |

### Grup 3
| Equip        | Pts | PJ | PG | PE | PP | GF | GC | DG |
| ------------ | --- | -- | -- | -- | -- | -- | -- | -- |
| Catalunya    | 4   | 2  | 1  | 1  | 0  | 8  | 4  | +4 |
| Santa Helena | 4   | 2  | 1  | 1  | 0  | 6  | 5  | +1 |
| Itàlia       | 0   | 2  | 0  | 0  | 2  | 3  | 8  | -5 |

| 28 de novembre de 2006 20:00 |             |                             |                                         |
| Catalunya                    | 3-3         | Santa Helena                | Pavelló Municipal de Sant Hilari Sacalm |
| Gabri 15', 38' 39'           | [ 2 ] [ 3 ] | Bryers 18', 28' Collian 30' | Pavelló Municipal de Sant Hilari Sacalm |

| 29 de novembre de 2006 20:00 |     |                                   |                                         |
| Itàlia                       | 2-3 | Santa Helena                      | Pavelló Municipal de Sant Hilari Sacalm |
| De Maria 17' Licini 31'      |     | Costa 22' Maddison 36' Corran 38' | Pavelló Municipal de Sant Hilari Sacalm |

| 30 de novembre de 2006 20:00                |             |           |                                         |
| Catalunya                                   | 5-1         | Itàlia    | Pavelló Municipal de Sant Hilari Sacalm |
| Gabri 6', 31' Hermano 28', 29' Collboni 23' | [ 4 ] [ 5 ] | Licini 3' | Pavelló Municipal de Sant Hilari Sacalm |

## Fase Final
|  | Quarts de final                    | Quarts de final                        |                                        |         | Semifinals  | Semifinals  |  |  | Final                                  | Final |
|  |                                    |                                        |                                        |         |             |             |  |  |                                        |       |
|  | 1 de desembre - Sant Hilari Sacalm |                                        |                                        |         |             |             |  |  |                                        |       |
|  |                                    |                                        |                                        |         |             |             |  |  |                                        |       |
|  | Rep. Txeca                         | 5                                      |                                        |         |             |             |  |  |                                        |       |
|  | Rep. Txeca                         | 5                                      | 2 de desembre - Sta. Coloma de Farners |         |             |             |  |  |                                        |       |
|  | Itàlia                             | 2                                      |                                        |         |             |             |  |  |                                        |       |
|  | Itàlia                             | 2                                      | Rep. Txeca                             | 1       |             |             |  |  |                                        |       |
|  | 1 de desembre - Arbúcies           |                                        | Rep. Txeca                             | 1       |             |             |  |  |                                        |       |
|  |                                    | Rússia                                 | 5                                      |         |             |             |  |  |                                        |       |
|  | Rússia                             | Rússia                                 | 5                                      | 11      |             |             |  |  |                                        |       |
|  | Rússia                             |                                        | 3 de desembre - Sta. Coloma de Farners | 11      |             |             |  |  |                                        |       |
|  | Santa Helena                       | 0                                      |                                        |         |             |             |  |  |                                        |       |
|  | Santa Helena                       | 0                                      | RÚSSIA                                 | 3       |             |             |  |  |                                        |       |
|  | 1 de desembre - Sant Hilari Sacalm |                                        | RÚSSIA                                 | 3       |             |             |  |  |                                        |       |
|  |                                    | Catalunya                              | 1                                      |         |             |             |  |  |                                        |       |
|  | Noruega                            | Catalunya                              | 1                                      | 3       |             |             |  |  |                                        |       |
|  | Noruega                            | 2 de desembre - Sta. Coloma de Farners |                                        | 3       |             |             |  |  |                                        |       |
|  | Bèlgica                            | 6                                      |                                        |         |             |             |  |  |                                        |       |
|  | Bèlgica                            | 6                                      | Bèlgica                                | 3       | Tercer lloc | Tercer lloc |  |  |                                        |       |
|  | 1 de desembre - Arbúcies           |                                        | Bèlgica                                | 3       | Tercer lloc | Tercer lloc |  |  |                                        |       |
|  |                                    | Catalunya                              | 3*                                     |         |             |             |  |  |                                        |       |
|  | Catalunya                          | Catalunya                              | 3*                                     | 1       | Rep. Txeca  | 4           |  |  |                                        |       |
|  | Catalunya                          |                                        |                                        | 1       | Rep. Txeca  | 4           |  |  |                                        |       |
|  | País Basc                          | 0                                      |                                        | Bèlgica | 3           |             |  |  |                                        |       |
|  | País Basc                          | 0                                      |                                        |         | 3           |             |  |  |                                        |       |
|  |                                    |                                        |                                        |         |             |             |  |  | 3 de desembre - Sta. Coloma de Farners |       |
|  |                                    |                                        |                                        |         |             |             |  |  |                                        |       |

Quarts de final
| 1 de desembre de 2006 18:30                  |     |                   |                                         |
| República Txeca                              | 5-2 | Itàlia            | Pavelló Municipal de Sant Hilari Sacalm |
| Stojaník 12', 24 Macek 15', 22' Šafránek 39' |     | Viscardi 28', 34' | Pavelló Municipal de Sant Hilari Sacalm |

| 1 de desembre de 2006 18:30 |      |              |                              |
| Rússia                      | 11-0 | Santa Helena | Pavelló Municipal d'Arbúcies |
|                             |      |              | Pavelló Municipal d'Arbúcies |

| 1 de desembre de 2006 20:30       |     |                                       |                                         |
| Noruega                           | 3-6 | Bèlgica                               | Pavelló Municipal de Sant Hilari Sacalm |
| Kvisvik 17', 35' Nikodemussen 13' |     | Vermeiren (3) Pauls Heremans Toullaux | Pavelló Municipal de Sant Hilari Sacalm |

| 1 de desembre de 2006 20:30 |       |           |                              |
| Catalunya                   | 1-0   | País Basc | Pavelló Municipal d'Arbúcies |
| Collboni 39'                | [ 6 ] |           | Pavelló Municipal d'Arbúcies |

9è i 10è llocs (anada)
| 1 de desembre de 2006 20:00 |      |           |                                              |
| Israel                      | 15-1 | Austràlia | Pavelló Municipal de Santa Coloma de Farners |
|                             |      |           | Pavelló Municipal de Santa Coloma de Farners |

5è al 8è llocs
| 2 de desembre de 2006 12:00                     |     |                 |                                         |
| Noruega                                         | 6-3 | País Basc       | Pavelló Municipal de Sant Hilari Sacalm |
| Dje Dje 7', 37' Arnesen 9', 22' Nikodemusen 21' |     | J. Martínez (3) | Pavelló Municipal de Sant Hilari Sacalm |

| 2 de desembre de 2006 12:00             |     |              |                              |
| Itàlia                                  | 6-5 | Santa Helena | Pavelló Municipal d'Arbúcies |
| De Maria (2) Viscardi(2) Belloni Licini |     |              | Pavelló Municipal d'Arbúcies |

Semifinals
| 2 de desembre de 2006 18:30 |     |        |                                              |
| República Txeca             | 1-5 | Rússia | Pavelló Municipal de Santa Coloma de Farners |
| Neumann 12'                 |     |        | Pavelló Municipal de Santa Coloma de Farners |

| 2 de desembre de 2006 20:30 |         |                                 |                                              |
| Bèlgica                     | 3-3     | Catalunya                       | Pavelló Municipal de Santa Coloma de Farners |
|                             | (2-3 P) | Isi 15', 28' Osvald 4' pròrroga | Pavelló Municipal de Santa Coloma de Farners |

9è i 10è llocs (tornada)
| 3 de desembre de 2006 10:00 |     |        |                              |
| Austràlia                   | 1-8 | Israel | Pavelló Municipal d'Arbúcies |
|                             |     |        | Pavelló Municipal d'Arbúcies |

7è i 8è llocs
| 3 de desembre de 2006 10:00 |     |              |                                         |
| País Basc                   | 7-9 | Santa Helena | Pavelló Municipal de Sant Hilari Sacalm |
|                             |     |              | Pavelló Municipal de Sant Hilari Sacalm |

5è i 6è llocs
| 3 de desembre de 2006 12:00 |      |        |                                         |
| Noruega                     | 11-6 | Itàlia | Pavelló Municipal de Sant Hilari Sacalm |
|                             |      |        | Pavelló Municipal de Sant Hilari Sacalm |

3r i 4t llocs
| 3 de desembre de 2006 16:00 |     |         |                                              |
| República Txeca             | 4-3 | Bèlgica | Pavelló Municipal de Santa Coloma de Farners |
| Šafránek (2) Uhlíř Maczek   |     |         | Pavelló Municipal de Santa Coloma de Farners |

FINAL
| 3 de desembre de 2006 18:00 |       |                              |                                              |
| Catalunya                   | 1-3   | Rússia                       | Pavelló Municipal de Santa Coloma de Farners |
| Gabri '19                   | [ 8 ] | Ilha 12' Konstantin 22', 36' | Pavelló Municipal de Santa Coloma de Farners |

## Classificació final
| Classificació final | Classificació final |
| ------------------- | ------------------- |
| 1.                  | Rússia              |
| 2.                  | Catalunya           |
| 3.                  | Rep. Txeca          |
| 4.                  | Bèlgica             |
| 5.                  | Noruega             |
| 6.                  | Itàlia              |
| 7.                  | Santa Helena        |
| 8.                  | País Basc           |
| 9.                  | Israel              |
| 10.                 | Austràlia           |